# William Carey (missionnaire)
Pour les articles homonymes, voir William Carey et Carey.
William Carey, né le 17 août 1761 à Paulerspury (Angleterre) et décédé le 9 juin 1834 à Serampore au Bengale-Occidental (Inde), est un missionnaire chrétien baptiste et un orientaliste anglais.

## Biographie
William Carey, né en 1761, est le fils d'un savetier du Northamptonshire, en Grande-Bretagne. Il est élevé au sein de l'Église anglicane puisque son père devient à la fois maître d'école et secrétaire de la paroisse. Le jeune William s'intéresse aux sciences naturelles et se montre doué pour les langues. À quatorze ans, il entre en apprentissage chez un savetier d'un village voisin, lui aussi homme d'église, mais, sous l'influence d'un autre apprenti, William rejoint une église "congrégationaliste", nom que l'on donnait à de petites communautés dissidentes organisées de façon autonome. En 1781, William se marie avec Dorothy Plackett. De leur union naitront six enfants. William Carey, toujours savetier, mais installé à son compte, apprend l’hébreu, l’italien, le français et le néerlandais. En 1783, il devient  baptiste.
En 1785, Carey gagne sa vie comme instituteur du village de Moulton en même temps qu'il est pressenti pour devenir pasteur de l'église baptiste locale. Il lit la vie de David Brainerd, missionnaire auprès des indiens d'Amérique, et les récits de voyage de James Cook. Il se sent alors investi de la mission de propager l'esprit chrétien à travers le monde. Il est proche d'Andrew Fuller, engagé dans une controverse avec les hyper-calvinistes, reprochant à ces derniers de restreindre à des élus l'appel de l'Esprit-Saint au repentir et à la foi.
C'est dans ce contexte qu'en 1786, au cours d'une réunion de pasteurs, Carey soulève la question du devoir de tous les chrétiens de répandre l'esprit évangélique à travers le monde. Le père de celui qui l'avait baptisé lui aurait alors rétorqué : "Jeune homme, asseyez-vous, S'il plaît à Dieu de convertir les païens, il n'a pas besoin de vous !"

### Ministère
En 1789, il devient pasteur à plein temps. Il publie ce que l'on peut considérer comme un manifeste missionnaire An Enquiry into the Obligations of Christians to use Means for the Conversion of the Heathens, c'est-à-dire "Enquête sur le devoir qu'ont les chrétiens de se donner les moyens de convertir les païens", livre d’une centaine de pages qui décrivait l’état de la population mondiale et le devoir pour les chrétiens d'évangéliser tous les peuples de la terre. Après des fondements doctrinaux, ce livre contient un rappel historique de l'activité missionnaire, depuis l'Église primitive jusqu'à David Brainerd et John Wesley, puis des statistiques sur l'implantation des religions à travers le monde, et enfin un appel à la constitution d'une société missionnaire baptiste. Il est un des premiers missionnaires de cette organisation qui verra le jour, la Baptist Missionary Society, et est envoyé au Bengale, en Inde John Thomas en 1793. Dorothée Carey accepte de suivre son mari, pourvu que sa sœur puisse l'accompagner. En arrivant en Inde, les trois missionnaires doivent d'abord trouver les moyens de leur subsistance. Carey trouve ainsi une place de régisseur dans une plantation d'indigo. "Subvenir à ses propres besoins", Tentmaking, en anglais, devient ainsi l'un des principes des missions baptistes. 
Pendant les six premières années de sa présence en Inde, Carey apprend le Bengali et traduit le Nouveau Testament dans cette langue. Il commence également à formuler les principes de base qui doivent régir une communauté missionnaire : Vie communautaire, Autonomie financière et Formation de pasteurs indigènes. La mort de son fils Peter, à la suite d'une dysenterie, plonge Dorothée Carey dans un état dépressif dont elle ne sortira pas avant sa mort en 1807.
Carey entreprit également avec Joshua Marshman la publication et la traduction du Itamayana, et en donna plusieurs volumes (1806-1810), mais il ne put l'achever.
Entre-temps, la société missionnaire baptiste avait recruté et envoyé en Inde quatre nouveaux missionnaires qui s'étaient établis dans la colonie danoise de Serampore. Carey les rejoint en janvier 1800. C'est en août de la même année que les missionnaires obtiennent leur premier Hindou converti,  Khrishna Pal, de la caste des sudras. Carey étudia et acquit une grande maitrise de plusieurs langues indiennes, dont le sanskrit et le bengalî. En 1801 il publia la première traduction du Nouveau Testament en bengali. D'autres traductions du Nouveau Testament suivirent: en sanskrit (1808), marâthî (1811), panjâbî (1815), l'intégrale de la Bible en bengali (1809) .
Les missionnaires s'étaient mis dans les bonnes grâces de Richard Wellesley, gouverneur général des Indes. Ce dernier offre à Carey d'enseigner le Bengali dans un collège qu'il vient de former pour former des administrateurs civils. Après la mort de Dorothée, en 1807, Carey se remarie avec une danoise, d'un bon niveau intellectuel, qui fréquentait la communauté missionnaire, et qui meurt à son tour en 1821 ; il se marie pour la troisième fois en 1823 avec une veuve.
En 1818, il fonde le Serampore Theological College dont il est le premier directeur. Tout au long du XIXe siècle l'université fut une pépinière de missionnaires baptistes formés aux langues orientales. Les presses de Serampore publièrent des bibles dans toutes les grandes langues d'Asie.  
Une petite imprimerie avait été installée à la mission. Du vivant de Carey, la Bible fut traduite dans pas moins de 42 langages et dialectes, y-compris le sanskrit. Des textes sacrés traditionnels sanskrits sont aussi traduits en anglais. En 1818, les missionnaires fondent le collège de Serampore, destiné à former des ministres du culte indiens, mais aussi ouvert à tous, sans considération de religion ou de caste.Au fur et à mesure que la mission grossit, des dissensions commencent à apparaître. Les nouveaux missionnaires envoyés depuis le Royaume-Uni n'acceptent pas la communauté de vie et demandent à vivre dans des maisons séparées. Ils s'insurgent également contre le caractère dictatorial des missionnaires les plus anciens. Au Royaume-Uni, John Dyer, qui a succédé à Andrew Fuller comme secrétaire de la Société missionnaire entend réorganiser la Société comme une entreprise et entend régenter depuis le Royaume-Uni les affaires de Serampore. Carey rompt alors les liens avec la société qu'il avait créée et se replie sur le collège jusqu'à sa mort en 1834. 
En plus de son œuvre de missionnaire et de traducteur, il a également publié des ouvrages de botanique.

## Écrits
- An Enquiry into the Obligations of Christians to Use Means for the Conversion of the Heathens., Leicester, A. Ireland, 1791. Un manifeste sur l'obligation missionnaire liée à la vocation chrétienne, qui conduisit l’Église baptiste à fonder la 'Baptist missionnary Society'. En français le titre serait : "Enquête sur le devoir qu'ont les chrétiens de se donner les moyens de convertir les païens.